# Ричард спускается в ад
Ричард спускается в ад (итал. Riccardo va all'inferno) — итальянский фильм-мюзикл 2017 года, поставленный режиссером Робертой Торре. В 2018 году лента была номинирована в пяти категориях на получение итальянской национальной кинопремии «Давид ди Донателло», и получила награду за лучший дизайн костюмов.

## Сюжет
В фантастическом королевстве на окраине города под названием Рим, в декадентском замке живет благородная семья Манчини, которая имеет древнюю родословную и управляет процветающим наркотическим бизнесом и преступностью. Здесь Рикардо Манчини всегда боролся со своими братьями за первенство и управление семьей, в которой доминируют мужчины, но правит могущественная королева-мать. Трагический и загадочный случай сделал его хромым калекой с раннего возраста, сильно подорвав психическое здоровье, через что он вынужден провести несколько лет в психиатрической больнице. Вернувшись после лечения домой, Риккардо начинает активные действия, чтобы завладеть короной, убивая всех, кто препятствует его продвижению к власти. Но когда он становится королем, он теряет все… Рикардо идет в ад, и он улыбается.